# Capitale centrale de Balhae

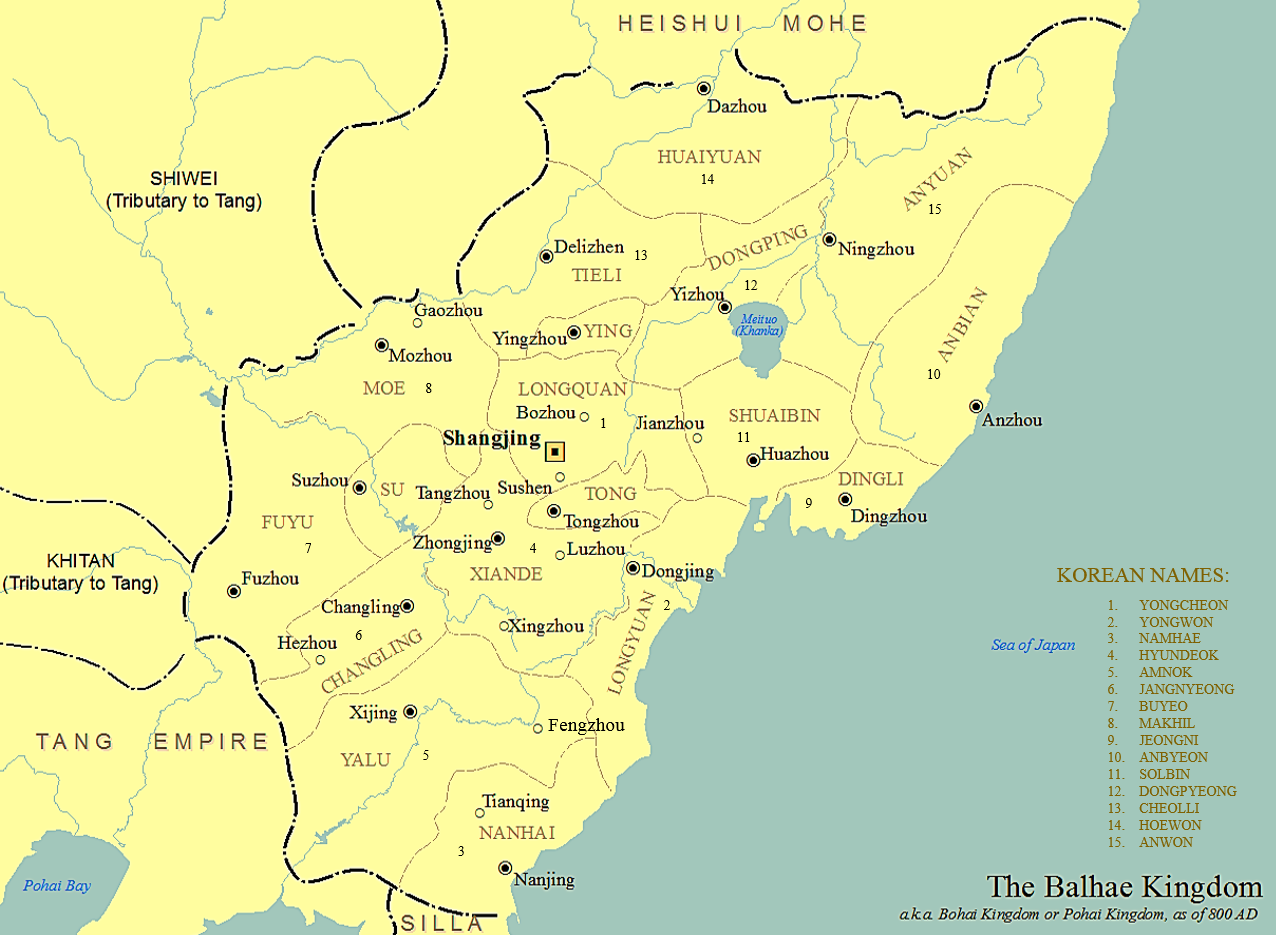
Carte des provinces de Balhae avec leur chef-lieu

Le site de la capitale centrale de Balhae, appelée Zhongjing (中京) en chinois et Junggyeong (중경) en coréen, est un site archéologique et touristique situé à proximité du bourg de Xicheng, à 25 km au nord-est de Helong dans la province du Jilin en Chine. Le Balhae est un royaume qui regroupait des Coréens et des Mohe et qui a existé de 698 à 926. Les fouilles menées de 2000 à 2002 ont confirmé que ce site était bien la capitale centrale comme il était supposé depuis les années 1940 et non Dunhua comme Sōkichi Tsuda l'avait initialement suggéré en 1915. Il est classé dans la liste des monuments historiques de Chine (4-51) depuis 1996.

## Description
La capitale était divisée en deux villes suivant des plans carrés: une ville intérieure et une ville extérieure. La ville extérieure était entourée par des murs sur 630 m d'est en ouest et 730 m du nord au sud. Les portes se trouvaient au centre des murs nord et sud.
La ville intérieure s'étend sur 190 m d'est en ouest et 310 m du nord au sud et possède également un axe nord-sud sur lequel s'alignent les portes et trois grands bâtiments, le premier ayant une superficie de 300 m².

Vues du site
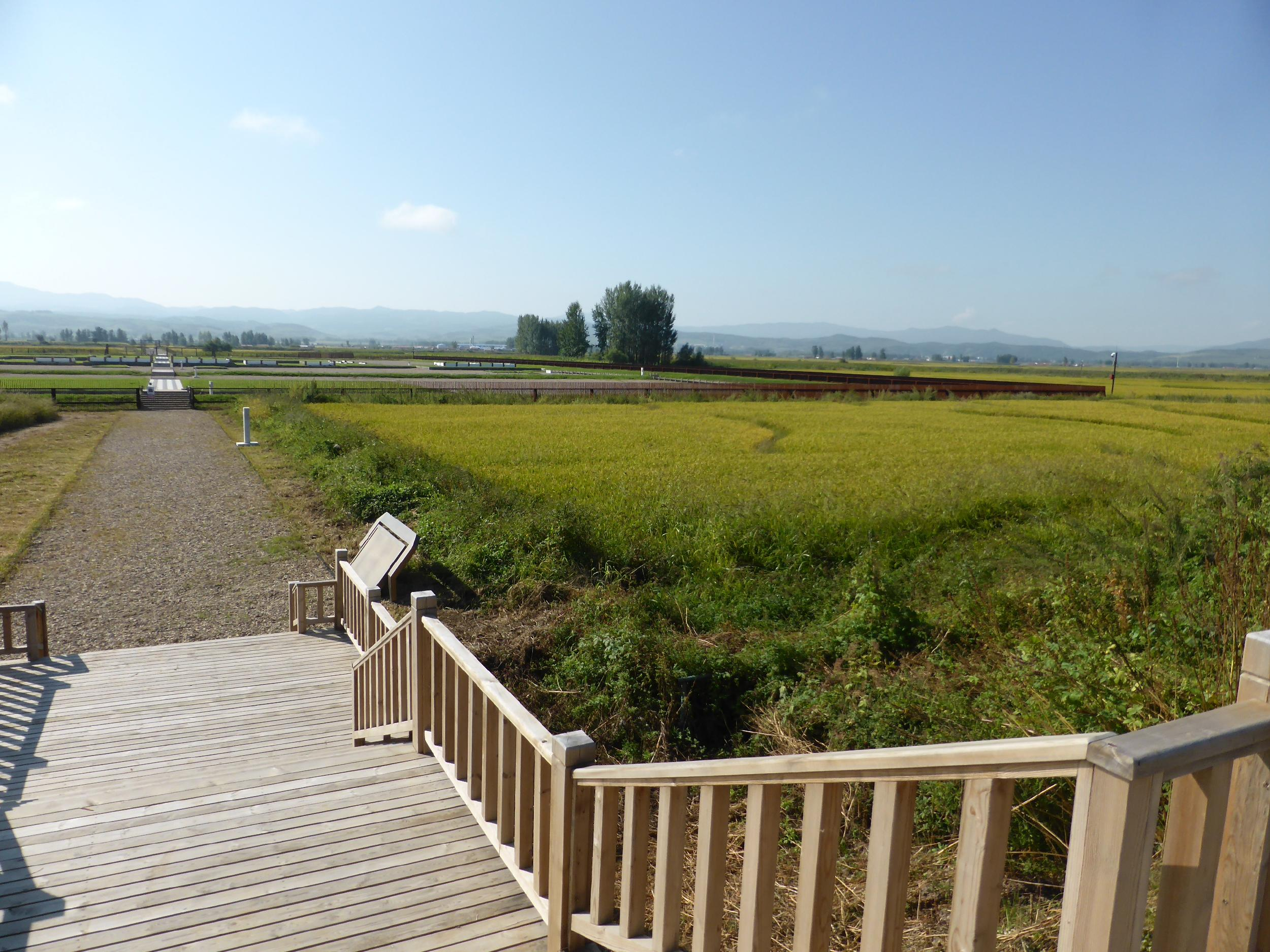
Vue générale
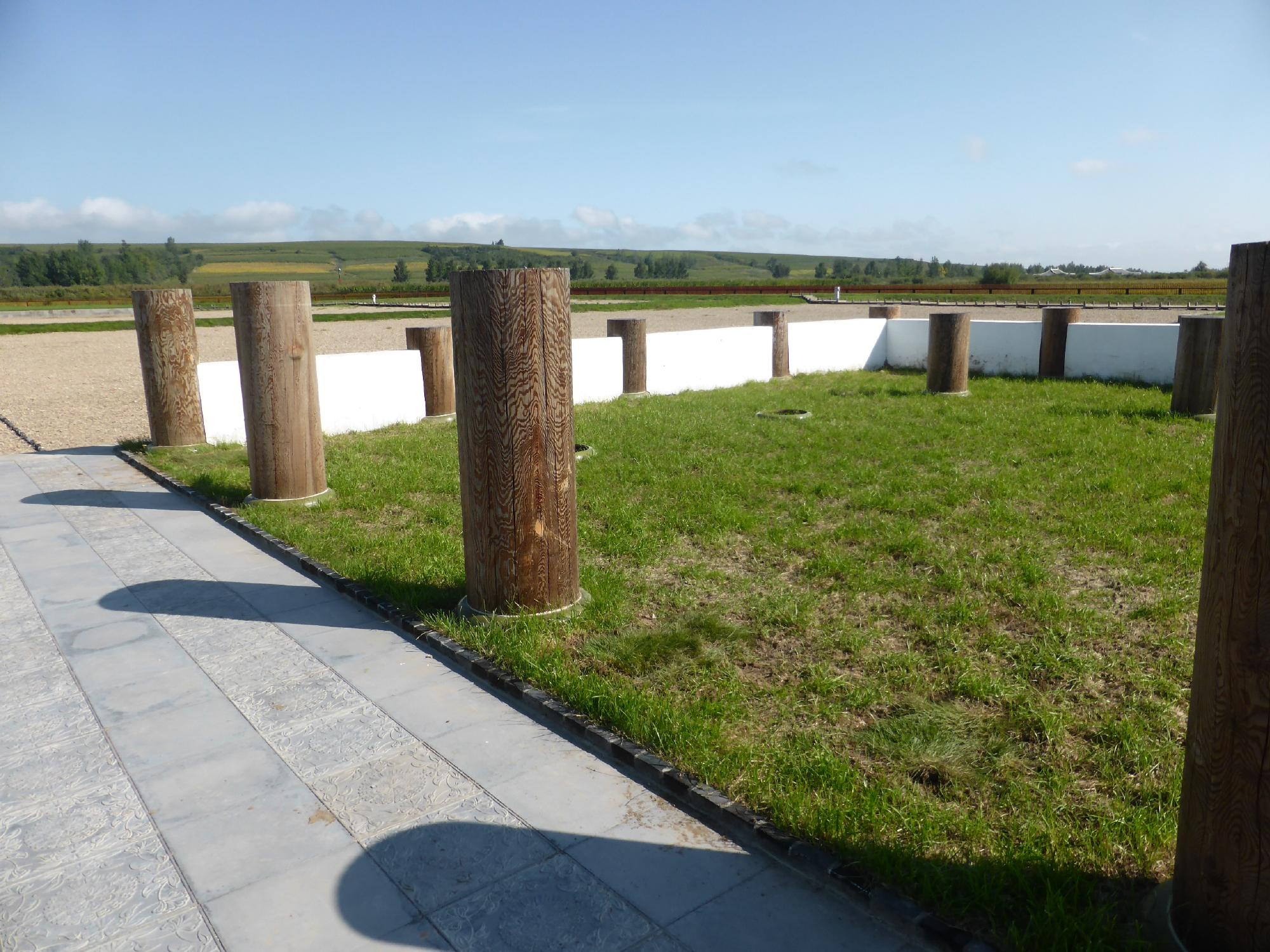
Mur extérieur et palais
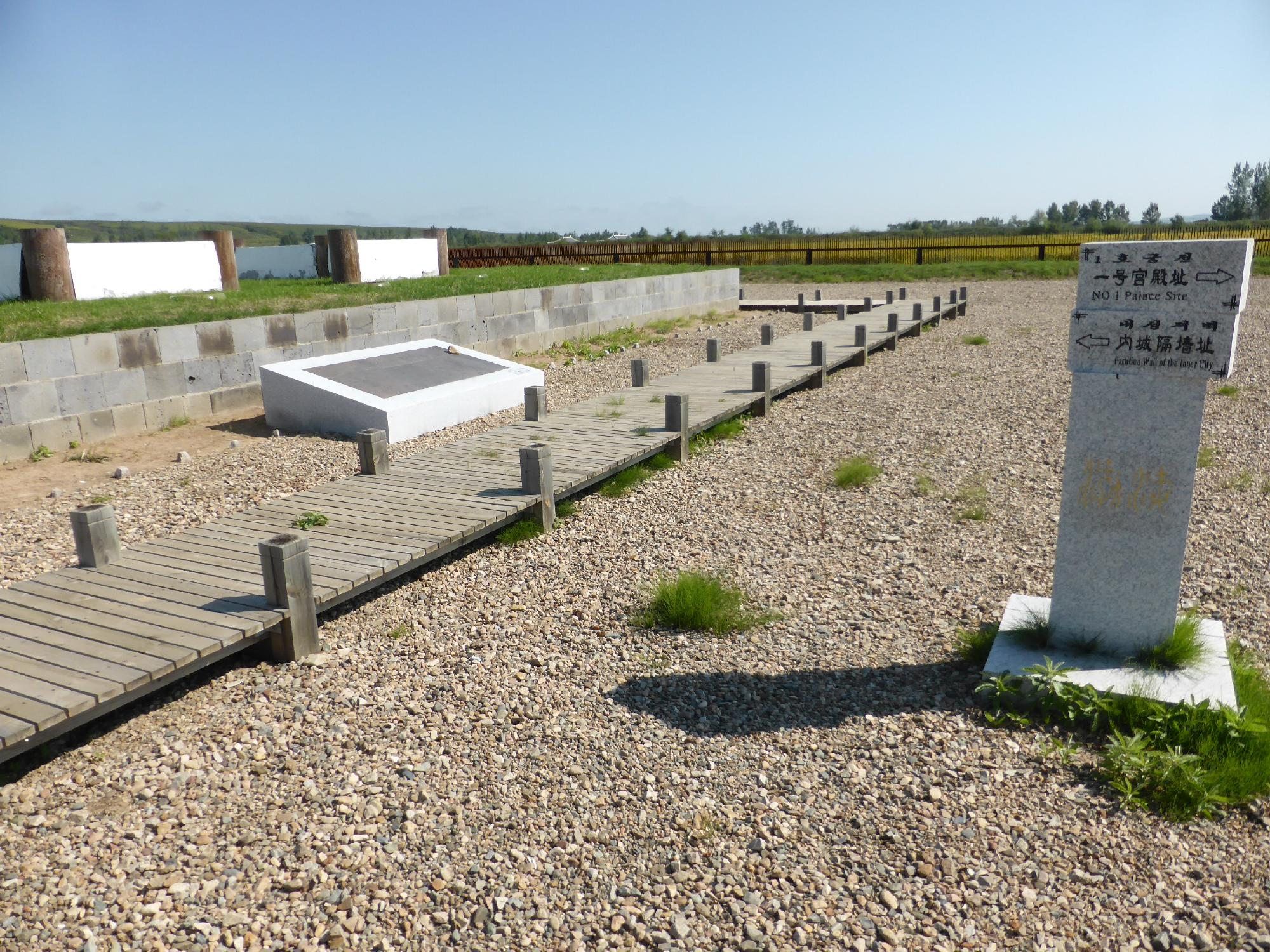
Mur de la ville intérieure
Bâtiment d'accueil